# The Lady in the Van
The Lady in the Van (Brasil: A Senhora da Van / Portugal: A Senhora da Furgoneta) é um filme de britânico de 2015, do gênero comédia dramática, dirigido por Nicholas Hytner e estrelado por Maggie Smith e Alex Jennings. Foi lançado no Brasil no dia 7 de abril de 2016.